# Paolo Polidori
Paolo Polidori (Jesi, 4 gennaio 1778 – Roma, 23 aprile 1847) è stato un cardinale italiano della Chiesa cattolica, nominato da papa Gregorio XVI.

## Biografia
Nacque a Jesi il 4 gennaio 1778, da Giuseppe Polidori, medico, e Camilla Vici, figlia dell'architetto Arcangelo Vici. Suo fratello Arcangelo fu vescovo di Foligno.
Papa Gregorio XVI lo elevò al rango di cardinale nel concistoro del 23 giugno 1834.
Morì il 23 aprile 1847 all'età di 69 anni.

## Genealogia episcopale
La genealogia episcopale è:
- Cardinale Scipione Rebiba
- Cardinale Giulio Antonio Santori
- Cardinale Girolamo Bernerio, O.P.
- Arcivescovo Galeazzo Sanvitale
- Cardinale Ludovico Ludovisi
- Cardinale Luigi Caetani
- Cardinale Ulderico Carpegna
- Cardinale Paluzzo Paluzzi Altieri degli Albertoni
- Papa Benedetto XIII
- Papa Benedetto XIV
- Papa Clemente XIII
- Cardinale Giovanni Carlo Boschi
- Cardinale Bartolomeo Pacca
- Papa Gregorio XVI
- Cardinale Paolo Polidori